# Paolo Maddalena
Paolo Maddalena (Napoli, 27 marzo 1936) è un giurista e magistrato italiano, che ha ricoperto l'incarico di giudice costituzionale.

## Biografia

### Attività didattica e scientifica
Subito dopo la laurea (conseguita presso l'Università di Napoli nel 1958), Maddalena iniziò l'attività didattica e di ricerca nell'ambito del diritto romano, come assistente di Antonio Guarino. Libero docente di Istituzioni di diritto romano dal 1971, successivamente al suo ingresso in magistratura spostò i suoi interessi verso il diritto amministrativo e costituzionale. I principali risultati in questo settore hanno riguardato una nuova configurazione della responsabilità amministrativa e la tesi della risarcibilità del danno pubblico ambientale.
Dopo avere insegnato per alcuni anni nell'Università degli Studi di Pavia, parallelamente al suo impegno come magistrato, dal 1991 al 1998 è stato titolare della cattedra Jean Monnet Diritto della Comunità Europea per il patrimonio culturale ed ambientale presso l'Università degli Studi della Tuscia a Viterbo. In questo periodo si è occupato, in numerosi scritti, anche dei profili istituzionali ed ordinamentali dell'Unione europea. Presidente dell'associazione di promozione sociale Attuare la Costituzione dal 2017. Dal 5 settembre 2019 è a capo della Consulta sul Debito del Comune di Napoli (Audit).

### L'impegno in magistratura
Maddalena  è entrato nella Magistratura della Corte dei Conti nel 1971. Dopo un lungo periodo trascorso presso la Procura Generale, nell'ultimo periodo, dal 1995, è stato Procuratore regionale del Lazio della magistratura contabile.
Ha avuto modo di applicare le tesi da lui prospettate in sede scientifica sia collaborando allo svolgimento di numerose istruttorie, in particolare su temi ambientali, sia svolgendo incarichi di diversa natura. Tra l'altro ha fatto parte del gruppo Ecologia e Territorio istituito presso la Corte suprema di cassazione, ed è stato Capo di gabinetto del ministro della Pubblica istruzione Gerardo Bianco (1989-1991) e Capo ufficio legislativo presso il Ministero dell'ambiente.
Dopo una lunga carriera nella quale ha coniugato l'attività di studio e ricerca nei settori del diritto romano, diritto amministrativo e costituzionale e diritto ambientale con le funzioni di magistrato, culminate con la nomina alle funzioni di presidente di sezione della Corte dei conti, il 17 luglio 2002 è stato eletto alla Corte costituzionale nella quota riservata alla magistratura contabile. Ha assunto le sue funzioni dopo aver giurato il 30 luglio dello stesso anno.
Il 10 dicembre 2010 è stato nominato vicepresidente della Corte dal neoeletto presidente Ugo De Siervo, carica nella quale è stato riconfermato il 6 giugno 2011 dal neoeletto presidente Alfonso Quaranta. Tra il 30 aprile 2011 e il 6 giugno dello stesso anno ha svolto le funzioni di presidente della Corte. Il suo mandato alla Consulta è giunto a termine il 30 luglio 2011.

### Altri incarichi
Il 1º aprile 2014 è stato nominato esperto a titolo gratuito dal Sindaco di Messina Renato Accorinti, per le politiche di giurisdizione costituzionale per i beni comuni. Nel 2016 ha espresso posizioni vicine al movimento No Cav schierandosi a favore della tutela delle Alpi Apuane.
Il 16 gennaio 2022 viene proposto da 40 parlamentari, per la maggior parte fuoriusciti dal Movimento 5 Stelle, per l'elezione del Presidente della Repubblica Italiana del 2022. Risulta il più votato al I e al II scrutinio, prima di rifiutare l'opportunità di essere eletto.

## Opere
- Gli incrementi fluviali nella visione giurisprudenziale classica, Napoli, Iovene, 1970.
- Responsabilità amministrativa, danno pubblico e tutela dell'ambiente, Rimini, Maggioli, 1985.
- Danno pubblico ambientale, Rimini, Maggioli, 1990. ISBN 88-387-9003-5.
- L'ambiente valore costituzionale nell'ordinamento comunitario, in Il processo costituente in Europa. Dalla moneta unica alla cittadinanza europea, a cura di Marco Mascia e Antonio Papisca, Bari, Cacucci, 2000. ISBN 88-8422-009-2.
- La famiglia, garanzia della dignità dell'uomo, in Giovanni Paolo II, le vie della giustizia. Itinerari per il terzo millennio. Omaggio dei giuristi a Sua Santità nel XXV anno di pontificato, a cura di Aldo Loiodice e Massimo Vari, Roma-Citta del Vaticano, Bardi-Libreria editrice vaticana, 2003. ISBN 88-88620-08-7.
- La giurisprudenza della Corte Costituzionale in materia di tutela ambientale, in Energie rinnovabili e compatibilità ambientale, Santarcangelo di Romagna, Maggioli, 2009. ISBN 978-88-387-5285-8.
- Quello che si deve sapere della Costituzione della Repubblica italiana, Napoli, Iovene, 2010. ISBN 978-88-243-1922-5.
- Il diritto dell'ambiente. Una riflessione giuridica sulla difesa ecologica del pianeta, Napoli, La scuola di Pitagora, 2012. ISBN 978-88-6542-103-1.
- Dialogo sulla Costituzione. Dibattito con Paolo Maddalena, a cura di Gianluigi Ceruti, Pisa, ETS, 2013. ISBN 978-88-467-3553-9.
- Il territorio bene comune degli italiani. Proprietà collettiva, proprietà privata e interesse pubblico, Roma, Donzelli, 2014. ISBN 978-88-6843-054-2.
- Gli inganni della finanza. Come svelarli, come difendersene, Roma, Donzelli, 2016. ISBN 978-88-6843-476-2.
- Il diritto all'ambiente. Per un'ecologia politica del diritto, con Franco Tassi, Napoli, La scuola di Pitagora, 2019. ISBN 978-88-6542-589-3.
- La rivoluzione costituzionale. Alla riconquista della proprietà pubblica, Santarcangelo di Romagna, Diarkos, 2020. ISBN 978-88-361-6065-5.